# Patrick Baudry (sociologue)
Pour les articles homonymes, voir Patrick Baudry et Baudry.
Patrick Baudry, né le 26 mai 1956 à Paris, est un sociologue français spécialiste de l'anthropologie de la mort, de l'anthropologie du corps et de la sociologie urbaine.  

## Biographie

### Années de formation
Patrick Baudry est docteur en sociologie et docteur ès lettres sciences humaines. Il fait des études de sociologie à l’université René Descartes Paris V. Il soutient en 1983, à l’École des hautes études en sciences sociales, une thèse de troisième cycle intitulée Mort, violence et sacré dans la société moderne, sous la direction de Louis-Vincent Thomas. Sa thèse d’Etat, Corps, mort et problématiques suicidaires, toujours sous la direction de Louis-Vincent Thomas, est soutenue à l’université René Descartes Paris V en 1989. 

### Parcours universitaire
Chargé de cours dans plusieurs universités parisiennes (Paris III, Paris V, Paris IX, Paris X) entre 1983 et 1989, il est maître de conférences à l’université de Franche-Comté de 1990 à 1995. Depuis 1995, il est professeur à l’université Bordeaux III (devenue université Bordeaux-Montaigne en 2014) et est responsable adjoint du laboratoire de recherche Méditations, Informations, Communications, Arts (MICA). Il y a été directeur-adjoint de l’UFR des Sciences de l’Information et de la Communication, porteur du programme de création d’une licence complète et généraliste en Sciences de l’Information et de la Communication et responsable pédagogique de cette licence. Il a également été vice-président chargé de la recherche de 2009 à 2012 et en 2015.
Il a été président de la revue Le Passant Ordinaire entre 2004 et 2005. Il en reste depuis le président d'honneur. 
Il a été chercheur associé au Laboratoire d'anthropologie des Institutions et des Organisations Sociales (LAIOS) du CNRS dirigé par Marc Abélès. Il est depuis 2016 directeur de la Maison des Sciences de l’Homme d’Aquitaine (MSHA). 
Il est directeur de la revue française des méthodes visuelles.  

## L'œuvre de Patrick Baudry
Ses thèmes de recherche portent aussi bien autour de la ritualité funéraire, de la fin de vie ou des imaginaires sexuels qu'autour de l'esthétique des villes. 

### Sociologie de la mort
Ancien élève de Louis-Vincent Thomas, père de la thanatologie, ses premiers travaux se sont beaucoup orientés autour de la sociologie de la mort et de la fin de vie. Il est considéré comme le sociologue de la mort en France. 
Il est l'auteur de plusieurs ouvrages portant sur les questions de la mort, du corps et de l'image. Il a travaillé sur les ritualités funéraires (La Place des morts), la mort à l'hôpital ou encore sur la fin de vie (Pourquoi des soins palliatifs ?). Il est avec Henri-Pierre Jeudy le co-auteur d'un ouvrage sur le deuil (Le Deuil impossible).
Patrick Baudry a été membre de plusieurs associations de chercheurs : VIRFO (Violences Interventions Recherches et Formations), CRIS (Centre de Recherche et d'Intervention sur le Suicide), FSA (Fonction Soignante et Accompagnement)[réf. souhaitée]. Il a été auditionné le 16 avril 2008 à l'Assemblée nationale par Jean Leonetti dans le cadre du rapport d'information faisant suite à la Loi Leonetti de 2005. Il est depuis 2018, avec le médecin Régis Aubry, co-président de la Plateforme nationale de recherche sur la fin de vie.
Il porte une vision critique de certaines nouvelles pratiques funéraires et postule que les « idéaux de la mort moderne » affectent les frontières entre les vivants et les morts. Il met en avant que ce qui caractérise notre société occidentale, « ce n’est pas qu’elle se détourne de la mort : c’est qu’elle prétende l’oublier ».

### Anthropologie du corps
Son approche vis-à-vis du corps est notamment centrée autour des imaginaires sexuels. Il a ainsi publié deux ouvrages sur la pornographie (La Pornographie et ses images, L'Addiction à l'image pornographique). Pour autant, ses thématiques de recherche s'orientent aussi autour des conduites à risque (Le Corps extrême) ou des violences (Souffrance et violence à l’adolescence, Violences invisibles). 

### Sociologie urbaine
Les recherches de Patrick Baudry portent également sur la ville (L'Urbain et ses imaginaires, ouvrage co-dirigé avec Thierry Paquot, et La Ville - une impression sociale). La question des imaginaires est récurrente dans une réflexion portant sur la place du symbolique dans la société contemporaine et sur le rapport à l'altérité dans des situations limites.

## Ouvrages
- Une sociologie du tragique, Paris, Cerf/Cujas, coll. « Ethique & Société », 1986, 192 p. (EAN 9782204025270).
- Le corps extrême. Approche sociologique des conduites à risque, L'Harmattan, coll. « Nouvelles études anthropologiques », 1991, 240 p. (EAN 9782738409942).
- La mort, et moi et nous  (en collaboration avec Marc Augé (dir.), Marie-Thérèse Gatt et Bernard Paillard), Paris, Textuel, 1995, 170 p. (EAN 9782402057806).
- La pornographie et ses images,, Armand Colin (1re éd. 1997), 217 p. (EAN 9782200017811).
- La place des morts. Enjeux et rites, Armand Colin, 1999, 205 p. (ISBN 2-200-21838-9).
- Souffrances et violences à l’adolescence. Qu'en penser ? Que faire ? Rapport à Claude Bartolone, ministre délégué à la Ville  (en collaboration avec Catherine Blaya, Marie Choquet, Eric Debarbieux, Xavier Pommereau), ESF Editeur, coll. « Actions sociales », 2000, 161 p. (EAN 9782710114413).
- Le deuil impossible  (en collaboration avec Henri-Pierre Jeudy), Eshel Editions, 2001, 94 p. (ISBN 978-2906704732).
- Violences invisibles. Corps, monde urbain, singularité, Les Éditions du Passant Ordinaire, 2004, 201 p. (ISBN 978-2912636164).
- Le mourant, le statut du mourant  (en collaboration avec Robert-William Higgins et Jacques Ricot), M-Editer, coll. « 15 Minutes Pour Comprendre », 2006, 118 p. (ISBN 2915725047), « La place du mourant ».
- La ville, une impression sociale, Circé, 2012, 122 p. (EAN 9782842423247).
- Pourquoi des soins palliatifs ?, Cirey, Éditions Châtelet-Voltaire, 2013, 60 p. (EAN 9791090198234).
- Des anthropologues face au défi du global  (en collaboration avec Marc Abélès, Henri-Pierre Jeudy, Masahiro Ogino), Cirey, Éditions Châtelet-Voltaire, 2015, 84 p. (EAN 9791090198371).
- L'Addiction à l'image pornographique, Paris, Le Manuscrit, 2016, 143 p. (ISBN 978-2304045222).